# Apsica
Az Apsica (más néven Apsa, Apsa-patak ukránul: Апшиця [Apsicja]) patak Kárpátalján, a Tisza jobb oldali mellékvize. Hossza 39 km, vízgyűjtő területe 226 km². Esése 23 ‰.
Plajuc felett ered. Szentmihálykörtvélyesnél ömlik a Tiszába.

## Települések a folyó mentén
- Plajuc (Плаюць)
- Kisapsa (Водиця)
- Felsőapsa (Верхнє Водяне)
- Középapsa (Середнє Водяне)
- Alsóapsa (Нижня Апша)
- Szentmihálykörtvélyes (Грушеве )

## Mellékvizek
Jelentősebb mellékvizei (zárójelben a torkolattól mért távolság):
- Bockó (jobb part, 5,1 km)
- Tyusag (bal part, 19 km)